# Coupe d'Angleterre féminine de volley-ball
La Coupe d'Angleterre de volley-ball féminin est organisée par la English Volleyball Association, elle a été créée en 1982.

## Palmarès
| Année | Vainqueur                  | Score                                     | Finaliste                 |
| ----- | -------------------------- | ----------------------------------------- | ------------------------- |
| 1983  | ACS Hillingdon             |                                           | Spark                     |
| 1984  | ACS Hillingdon             |                                           | Spark                     |
| 1985  | ACS Hillingdon             |                                           |                           |
| 1986  | Spark                      |                                           | Ashcombe                  |
| 1987  | Sale                       |                                           | Ashcombe                  |
| 1988  | Ashcombe                   |                                           | Sale                      |
| 1989  | Britannia                  |                                           | Sovereign Leasing Sale    |
| 1990  | Brixton Knights            |                                           | Sovereign Leasing Sale    |
| 1991  | Mizuno Britannia           |                                           | Woolwich Brixton Knights  |
| 1992  | Woolwich Brixton           |                                           | Trafford                  |
| 1993  | Woolwich Brixton           |                                           | Sale                      |
| 1994  | Britannia Music City       |                                           | Sale                      |
| 1995  | Sale                       |                                           | Britannia Music City      |
| 1996  | Britannia Music City       |                                           | London Malory             |
| 1997  | London Malory              |                                           | Manchester United Salford |
| 1998  | London Malory              |                                           | Ashcombe Guildford        |
| 1999  | Loughborough Students      |                                           | London Malory             |
| 2000  | Ashcombe Dorking           |                                           | London Malory             |
| 2001  | London Malory              |                                           | Loughborough Students     |
| 2002  | London Malory              |                                           | Loughborough Students     |
| 2003  | London Malory              |                                           | University of Birmingham  |
| 2004  | London Malory              |                                           | Ashcombe Dorking          |
| 2005  | London Malory              |                                           | Loughborough Students     |
| 2006  | University of Birmingham   | 3 - 2 (25-21, 25-21, 23-25, 26-28, 15-13) | London Malory Eagles      |
| 2007  | Loughborough Students      | 3 - 2 (25-21, 19-25, 25-23, 21-25, 15-11) | London Malory Eagles      |
| 2008  | University of London Union | 3 - 2 (20-25, 25-14, 16-25, 25-22, 15-10) | Polonia SideOut London    |
| 2009  | Swiss Cottage              | 3 - 0 (25-15, 25-13, 27-25)               | University of Birmingham  |
| 2010  | Leeds Carnegie 1           | 3 - 0 (26-24, 25-21, 25-22)               | Swiss Cottage             |
| 2011  | Polonia IMKA London        | 3 - 1 (25-15, 25-19, 17-25, 25-23)        | Leeds Carnegie 1          |
| 2012  | Leeds Carnegie 1           | 3 - 1 (19-25, 25-17, 25-14, 25-23)        | Swiss Cottage             |
| 2013  | Team Northumbria           | 3 - 0 (25-9, 25-14, 25-15)                | Malory Eagles             |
| 2014  | Team Northumbria           | 3 - 0 (25-14, 25-7, 25-11)                | Swiss Cottage             |
| 2015  | Team Northumbria           | 3 - 0 (25-19, 25-22, 26-24)               | Polonia SideOut London    |
| 2016  | Polonia SideOut London     | 3 - 2 (25-20, 21-25, 25-21, 16-25, 15-13) | Team Northumbria          |
| 2017  | Team Northumbria           | 3 - 2 (25-22, 20-25, 24-26, 25-19, 15-11) | Pulsepoint London Orcas   |
| 2018  | Team Northumbria           | 3 - 1 (24-26, 25-18, 25-20, 25-20)        | Team Durham               |
| 2019  | Team Durham                | 3 - 0 (26-24, 25-21, 25-20)               | Team Northumbria          |
| 2020  | Polonia London             |                                           | Team Durham               |
| 2021  | Compétition annulée        | Compétition annulée                       | Compétition annulée       |
| 2022  | Team Durham                |                                           | Polonia London            |
| 2023  | Team Durham                | 3 - 1 (25-23, 25-22, 22-25, 25-17)        | Polonia London            |
| 2024  | Polonia London             |                                           |                           |